# Oui (singolo)
Oui è un singolo dei rapper danesi Sivas, Node e Gilli, pubblicato il 30 maggio 2018.

## Tracce
1. Oui – 3:07